# Аннолесе (Сілезьке воєводство)
Аннолесе (пол. Annolesie) — село в Польщі, у гміні Попув Клобуцького повіту Сілезького воєводства.
Населення — 169 осіб (2011).
У 1975-1998 роках село належало до Ченстоховського воєводства.

## Демографія
Демографічна структура станом на 31 березня 2011 року:
|          | Загалом | Допрацездатний вік | Працездатний вік | Постпрацездатний вік |
| -------- | ------- | ------------------ | ---------------- | -------------------- |
| Чоловіки | 75      | 8                  | 54               | 13                   |
| Жінки    | 94      | 21                 | 55               | 18                   |
| Разом    | 169     | 29                 | 109              | 31                   |